# Stamford (Regno Unito)
Stamford (19 525 ab. nel 2001) è una città del Regno Unito, nella contea inglese del Lincolnshire.

## Geografia
Stamford sorge lungo le rive del fiume Welland, nell'estremo sud del Lincolnshire, al confine con il Rutland e il Northamptonshire.

## Storia
Fu menzionata per la prima volta nella Cronaca anglosassone come Steanford nel 922 e Stenford nel 942. L'insediamento si sviluppò come un centro danese situato presso un ponte o un guado sul Welland. Nel 1075 i Normanni vi costruirono un castello poi demolito sul finire del XV secolo.

## Economia
sede Key Publishing